# 김석문
김석문(金錫文, 1658년~1735년)은 조선시대 후기의 학자이다. 저서로는 《역학도해(易學圖解)》가 있다. 한국에서는 최초로 지전설을 주장한 인물이다. 자는 병여(炳如), 호는 대곡(大谷)이다.

## 생애
숙종 때 관직에 등용되어 여러 관직을 거치고 1726년(영조 2년) 통천군수를 지냈다. 그는 본래 성리학자였으나 평소 역학에 관심이 많아 역학에 많은 지식을 갖고 있었다. 그의 저서 《역학이십사도총해》에 따르면, 그는 별들이 태양의 둘레를 돌고 있으며 지구는 남극과 북극을 중심으로 1년에 366번 회전한다고 주장했다. 또한 인류 역사와 문명, 자연현상도 일정한 주기를 가지고 있다고 주장했다. 그러나 그의 주장은 당시에는 큰 관심을 끌지 못하고 후에 홍대용, 이규경 등에게 영향을 주었다.또 황토와 적도가 23.5°기울어져 있다는걸 증명했다.(지현초 편집)